# Shaddam IV Corrino
Shaddam IV est un personnage de fiction issu du cycle de Dune de l'écrivain Frank Herbert. Il apparaît dans le roman Dune.

## Biographie du personnage
Dans Dune, Shaddam IV, fils de Elrood IX de la Maison Corrino, naît en 10134 après la Guilde, et épouse sans vraiment l’avoir choisie Anirul, une Bene Gesserit de rang caché. Il est le père de cinq filles (Irulan, Chalice, Wensicia, Josifa et Rugi) mais n’a pas de fils légitime, par volonté d’Anirul qui sert secrètement les desseins de son ordre du Bene Gesserit.
Afin de parvenir au pouvoir, il empoisonne son père avec l’aide du comte Hasimir Fenring en 10156, et devient le 81e Empereur Padishah, régnant jusqu’en 10193. 
Dans le roman, Frank Herbert le décrit comme ayant une « silhouette maigre, élancée, (...) élégamment prise dans l’uniforme gris des Sardaukar, soutaché d’or et d’argent ». Doté de cheveux roux, il possède des « traits acérés », des « yeux froids » et ressemble à un rapace. Il porte le casque noir de Burseg (général des Sardaukar) ainsi qu’une couronne. Sa fille aînée Irulan souligne sa ressemblance avec le duc Leto, son cousin de la Maison Atréides.
Le règne de Shaddam IV est marqué par la « révolte d’Arrakis », qui éclate malgré l'augmentation continuelle des crédits accordés à la formation de ses soldats d'élite Sardaukar. Défait par le duc Paul Atréides (Muad-Dib) et ses troupes fremen lors de l'assaut de la cité d'Arrakeen, Shaddam IV se voit forcé d’accepter le mariage de sa fille Irulan avec Paul, permettant ainsi aux Atréides d'occuper le trône du Lion de l’Imperium à sa place. Il est ensuite exilé sur la planète Salusa Secundus avec ses autres filles. Il y passe ses dernières années à faire manœuvrer son unique légion Sardaukar survivante, dans l’espoir fou de remonter un jour sur le trône, sans succès. Il meurt en 10212.
Il est le grand-père maternel du prince Farad'n Corrino (fils de Wensicia), futur scribe impérial (comme Harq Al Ada) de l'Empereur Dieu Leto II.

## Interprètes
- Dans le film Dune (1984) de David Lynch, le personnage est interprété par l'acteur José Ferrer.
- Dans les films Dune (2021) et Dune 2 (2023) de Denis Villeneuve, le personnage est interprété par Christopher Walken.